# 2677 Джоан
2677 Джоан (2677 Joan) — астероїд головного поясу, відкритий 25 березня 1935 року.
Тіссеранів параметр щодо Юпітера — 3,231.